# Władysław Gorczyński
Władysław Józef Gorczyński (ur. 19 marca 1879 w Bramkach, zm. 25 czerwca 1953 w Poznaniu) – polski meteorolog i klimatolog.

## Życiorys
Był bratem publicysty i dyrektora teatrów Bolesława Gorczyńskiego. W 1902 ukończył studia na Cesarskim Uniwersytecie Warszawskim ze złotym medalem kandydata nauk matematyczno-fizycznych (praca O biegu rocznym natężenia promieniowania słonecznego w Warszawie i o teorii użytych przyrządów). Doktoryzował się na Uniwersytecie w Montpellier w 1904. W 1903 objął stanowisko kierownika Centralnego Biura Meteorologicznego przy Muzeum Przemysłu i Rolnictwa w Warszawie. Piastował też godność kierownika Gabinetu Meteorologicznego Towarzystwa Naukowego Warszawskiego. W latach 1905–1916 odbywał podróże naukowe do Azji Mniejszej, Egiptu, Sudanu, krajów Maghrebu.
W latach 1909–1911 prowadził wykłady z meteorologii na Wydziale Przyrodniczym Towarzystwa Kursów Naukowych w Warszawie, a w latach 1909-1911 pełnił funkcję sekretarza wydziału. 
W latach 1919–1926 był organizatorem i dyrektorem Państwowego Instytutu Meteorologicznego. W 1926 wyjechał do Nicei w celach naukowo-badawczych. W 1937 powrócił do Polski. W sierpniu 1939 wyjechał na posiedzenie Międzynarodowej Unii Geodezji i Geofizyki do Waszyngtonu, gdzie pozostał do 1947. Wykładał wówczas na uniwersytetach w Berkeley i Miami. 
Po powrocie do Polski objął Katedrę Meteorologii i Klimatologii na Uniwersytecie Mikołaja Kopernika w Toruniu. Spoczywa na cmentarzu Powązkowskim w Warszawie (kwatera 284a, rząd 1, grób 8).

## Prace
Koncentrował się na przede wszystkim na dwóch zagadnieniach: klimatologii oraz fizyce promieniowania słonecznego. Ogłosił 246 prac, w tym 150 dotyczyło promieniowania słonecznego. Wiele z nich miało charakter podstawowy w skali światowej. Brał udział w dalekich wyprawach badawczych – do Afryki północnej, Meksyku, na Ocean Indyjski i Atlantyk. Zgodnie ze wskazówkami Gorczyńskiego dwie firmy z Paryża i Delftu podjęły w 1922 produkcję solarymetrów i solarygrafów. Do najważniejszych prac należały:
- O przebiegu rocznym ciśnienia i o wymianie mas powietrznych na kuli ziemskiej (1917) – praca ta posłużyła nauce światowej do obliczania migracji biegunów Ziemi w okresie rocznym,
- Nowe izotermy Polski, Europy i kuli ziemskiej oraz dodatek O charakterze klimatycznym Polski (1918),
- O systemie dziesiętnym podziału klimatów kuli ziemskiej z zastosowaniem do Europy (1934),
- Comparison of Climate of the United States and Europe with special attention to Poland and her Baltic coast (1945, Nowy Jork)[8].

## Członkostwo
Od 1908 był członkiem Towarzystwa Naukowego Warszawskiego, od 1922 Polskiej Akademii Umiejętności (członek korespondent), a od 1927 Amerykańskiego Towarzystwa Meteorologicznego. W 1950 stał się członkiem honorowym Polskiego Towarzystwa Meteorologicznego i Hydrologicznego. Od 1912 do 1946 (od powstania do rozwiązania) był członkiem Międzynarodowej Komisji Promieniowania Słonecznego. Był też członkiem Poznańskiego Towarzystwa Przyjaciół Nauk. Otrzymał tytuł doktora honoris causa Uniwersytetu w Limie (1944).

## Ordery i odznaczenia
- Krzyż Komandorski Orderu Odrodzenia Polski (2 maja 1923)[10][11]